# Осада Олинфа (480 до н. э.)
Осада Олинфа (480 до н. э.) — осада и взятие греческого города Олинфа персидскими войсками во главе с Артабазом.

## Предыстория
Осенью 480 до н. э., когда Ксеркс со своей армией отступал из Греции после поражения флота при Саламине, восстали города, находившиеся на полуострове Паллена, в т. ч. Олинф. Некоторые персидские войска остались в Греции, чтобы продолжать войну, среди них 6-тысячный корпус Артабаза.
Артабаз пошёл в наступление на восставшие города и осадил Потидею. Он подозревал, что олинфяне восстали против царя и часть своих сил послал против них. Как пишет Геродот, Олинфом тогда владели боттиеи, изгнанные македонцами с побережья Фермейского залива.

## Осада
Осада Олинфа, судя по всему, длилась недолго и закончилась взятием города персами.

## Итоги
После взятия Олинфа Артабаз приказал вывести жителей к ближайшему озеру и казнить, а город он отдал под надзор торонейца Критобула и халкидийцев.